# Enns- und Steyrtaler Voralpen
Die Enns- und Steyrtaler Voralpen sind ein Gebirgsraum der Nordalpen in Oberösterreich und liegen in der Region Eisenwurzen. Sie bilden eine von 41 Oberösterreichischen Raumeinheiten.

## Lage und Landschaft
Die Raumeinheit umfasst vier räumlich isolierte Teilbereiche die durch die Flüsse Enns und Steyr getrennt sind und in den Bezirken Kirchdorf und Steyr-Land liegen. Die Raumeinheit ist in zwei Untereinheiten gegliedert, einerseits die Waldlandschaft und andererseits die Nebentäler samt aufgelösten Rodungsinseln.
Die Fläche der Enns- und Steyrtaler Voralpen beträgt rund 139 km². Der tiefste Bereich liegt bei rund 360 m ü. A. bei Ternberg. Die höchste Erhebung des Gebiets ist die Stumpfmauer (Voralpe) mit 1770 m ü. A.
Folgende Gemeindegebiete liegen größtenteils in den Enns- und Steyrtaler Voralpen (beginnend im Norden): Gaflenz, Molln, Reichraming, Großraming, Weyer und Rosenau am Hengstpaß.
Die Raumeinheit ist von folgenden OÖ Raumeinheiten umgeben (Im Uhrzeigersinn, beginnend im Norden): Enns- und Steyrtaler Flyschberge, Kalk-Hochalpen, Windischgarstner Becken, Sengsengebirge, Salzkammergut-Voralpen, Almtaler und Kirchdorfer Flyschberge und Traun-Enns-Riedelland. Die Raumeinheiten Steyr- und Teichltal sowie Ennstal teilen diese Raumeinheit in die vier Teilbereiche.

### Charakteristik
- Mittelgebirge, Gipfelhöhen zwischen 800 und 1400 m Seehöhe, mäßige bis starke Reliefenergie, durch markante Felsbildungen gebietsweise stark gegliedert. Die Voralpen sind eine Dolomitlandschaft mit sehr naturnahen (bis natürlichen) Kerbtälern, Teilbereiche mit ausgeprägtem Gesteinswechsel und kleinräumigen, formenreichen Biotopstrukturen.
- Hoher Waldanteil (ca. 85 %), dichtes Forstwegenetz und vorwiegend Wirtschaftswald mit Fichte und Lärche, wechselnder Anteil Buche. In unzugänglichen (Steil-)Lagen auch sehr naturnahe Fichten-Tannen-Buchenwälder.
- Einige größere Bäche (Krumme Steyrling, Reichramingbach und Dambach) mit Bachforellenbestände in Oberläufen sind weitgehend unverbaut bis in die Quellbereiche. Große Karstquellen nur im Nahbereich des Sengsengebirges. In Bach-Unterläufen teils mächtige Schotterüberdeckungen in den Talräumen. Kleine Beckenlandschaften existieren. Bäche in Siedlungsgebieten und entlang von Wegen sind stellenweise begradigt und hart ausgebaut.
- Der Borsee als einziges größeres Stillgewässer, darüber hinaus mehrere Tümpel im Gebiet zerstreut.
- Grünlandanteil in den nördlichen, Enns-nahen Bereichen sowie in den größeren Talräumen ist deutlich höher. Bewirtschaftung erfolgt überwiegend in Hanglagen und Talschaften. Gedüngte Fettwiesen in den Talböden und flacheren Lagen zu finden. Noch häufig Kalk-Halbtrockenrasen sowie Magerweiden, seltener Pfeifengraswiesen. Lokal auf Weiden Bürstlingsrasen.
- Massive Tendenz zur Auflassung der landwirtschaftlichen Nutzung mit nachfolgender Aufforstung. Mehrere, teils hochgelegene Almflächen mit blumenreichen Bergmähdern und Almweiden, Viehbestand ist sinkend, vermehrt touristische Nutzung. Allgemein hoher Strukturreichtum mit Obstbaumwiesen, Grenzhecken und Gebüschen.
- Lebens- und Durchzugsraum vieler seltener Tierarten wie Luchs, Braunbär, Auerhahn, Dreizehenspecht
- Viele Streusiedlungen in den breiten, schottergefüllten Talschaften und ansteigenden Seitentälern
- Relativ niederschlagsreich, Nordstaulage